# Charles Jegge

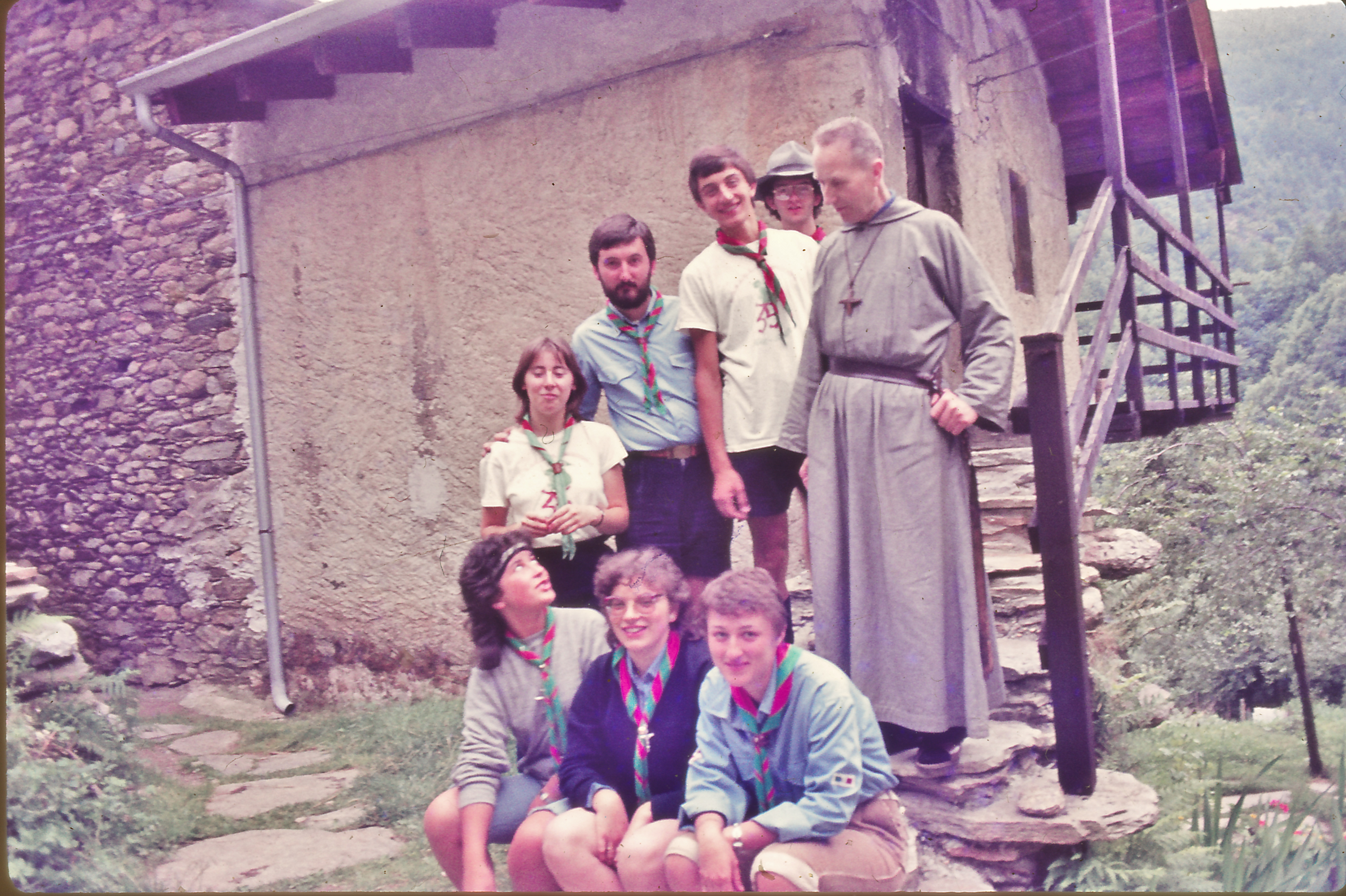
02-08-1982: Padre Charles Jegge con alcuni Scout di Sant'Ambrogio di Torino al suo Eremo nella borgata Prietto di Coazze (TO)

Charles Jegge (Cozzano, 1914 – Abbazia di Notre-Dame de Tamié, 31 ottobre 1995) è stato un monaco cristiano, presbitero e scrittore svizzero.

## Biografia
Figlio di Joseph Jegge un commerciante di liquori di Ginevra e di Elisa originaria di Langhirano (PR) dove nacque nella frazione di Cozzano perché essendo a forte rischio la gravidanza della madre, lei tornò dai suoi parenti per essere curata dai medici italiani e tutto andò bene. Aveva due sorelle maggiori Marie ed Hélène, e negli anni degli studi tecnici si dedicò con grande entusiasmo all'atletica leggera. 
Una gita parrocchiale al monastero di Tamiè in Savoia, suscitò in lui il desiderio di lasciare tutto per quel tipo di vita, e nel 1932 a 18 anni quando un posto di lavoro e di studio universitario lo attendevano a Zurigo, scrisse una lettera alla famiglia chiedendo di essere perdonato, ma la grandezza della proposta di Cristo non poteva competere con le proposte umane che aveva ricevuto.  il 30 ottobre 1932 venne accolto ufficialmente come novizio nel monastero di Tamiè. Ebbe un duro periodo di noviziato trappista (Cistercensi della stretta osservanza), tipico dell'epoca e basato su studio, lavoro, penitenze, cibo frugale, riposo limitato e silenzio che lo temprarono ulteriormente fino al pronunciamento dei voti solenni il 18 giugno 1938  dell'Ordine cistercense, ed all'ordinazione sacerdotale del 19 marzo 1941 nell'Abbazia di Notre-Dame de Tamié.
Ebbe seri problemi di salute, con complicazioni alla schiena che lo bloccarono per quasi dieci anni, ed in questo periodo conobbe il Dottor Roger Vittoz con il cui metodo da lui inventato e basato su training autogeno, insieme alle terapie farmacologiche, risolse definitivamente il problema.  Da allora si adoperò per diffondere questo metodo del quale scrisse due libri in francese ed in italiano.
Presso l'abbazia si occupò della direzione spirituale della foresteria dal 1957 al 1972, e nel 1973 ebbe il permesso dell'abate di trasferirsi in un eremo nella borgata Prietto di Coazze (TO) Lu Priët in Lingua francoprovenzale a 942 metri s.l.m. in Val Sangone, dove visse per venti anni in solitudine eremitica, circondato dall'affetto di tanti amici che salivano lassù per trovare con lui la pace interiore e momenti di intensa spiritualità.
Fu grande amico del cardinale Michele Pellegrino che amava ricordare con queste parole: ....un santo cardinale che mi regalò amicizia e fiducia fin dal primo incontro.
Ormai anziano ottantenne, l'8 settembre 1995 tornò presso l'Abbazia di Notre-Dame de Tamié. In una sua riflessione sull'età anziana affermava: L'anziano è colui che raccoglie con gioia ciò che ha seminato con le lacrime, o cerca con le lacrime ciò che non ha seminato. (Padre Charles Jagge)
Morì poche settimane dopo il suo ritorno a Tamié, il 31 Ottobre 1995.
Il 2 novembre furono celebrati i suoi funerali e giunsero a Tamiè centoventi amici italiani per l'estremo saluto. Il cardinale di Torino Giovanni Saldarini inviò il suo saluto scrivendo: la nostra diocesi deve molto a Padre Charles, alla sua nascosta e presente testimonianza di fede e di abbandono nelle mani di Dio.
È sepolto presso il piccolo cimitero dell'abbazia di Tamiè.
Dopo la sua morte, l'autore torinese Guido Pagliarino, amico di Padre Charles, gli dedicò i versi dal titolo: "Padre Charles, l'amico".

## Pubblicazioni
- Charles Jegge Présentation des execices du Docteur Vittoz, Edition Tèqui - Paris
- Charles Jegge Esercizi del metodo Vittoz. Un percorso dell'essere per ritrovare equilibrio, fiducia, coscienza, amore, Edizioni La Parola 2012.

## Galleria d'immagini

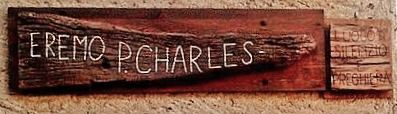
Eremo di Padre Charles Jegge al Prietto di Coazze, dove è vissuto nel periodo 1973-1995: "Luogo di Silenzio e Preghiera"
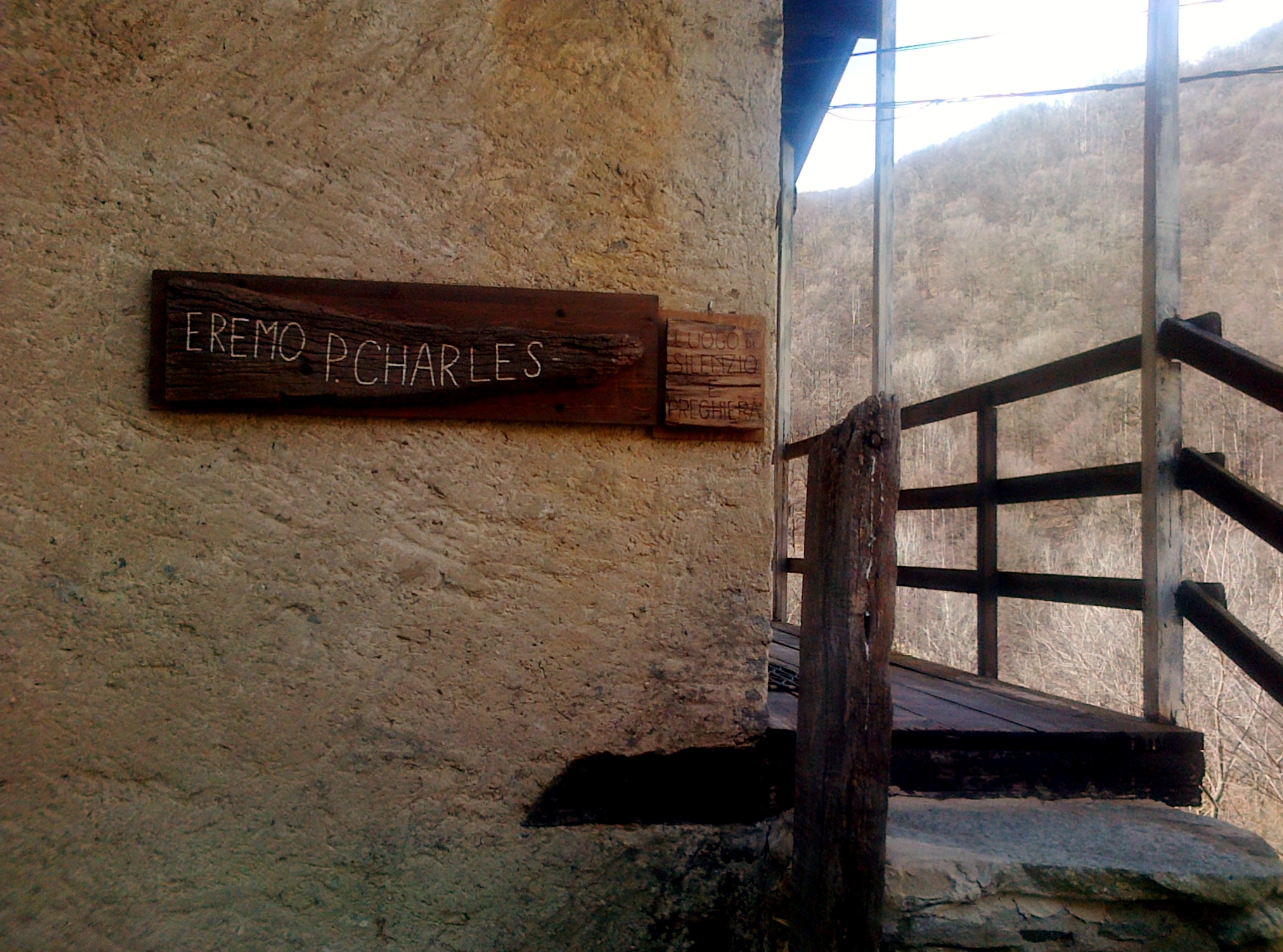
Eremo di Padre Charles Jegge al Prietto di Coazze (TO) immagine del Marzo 2014
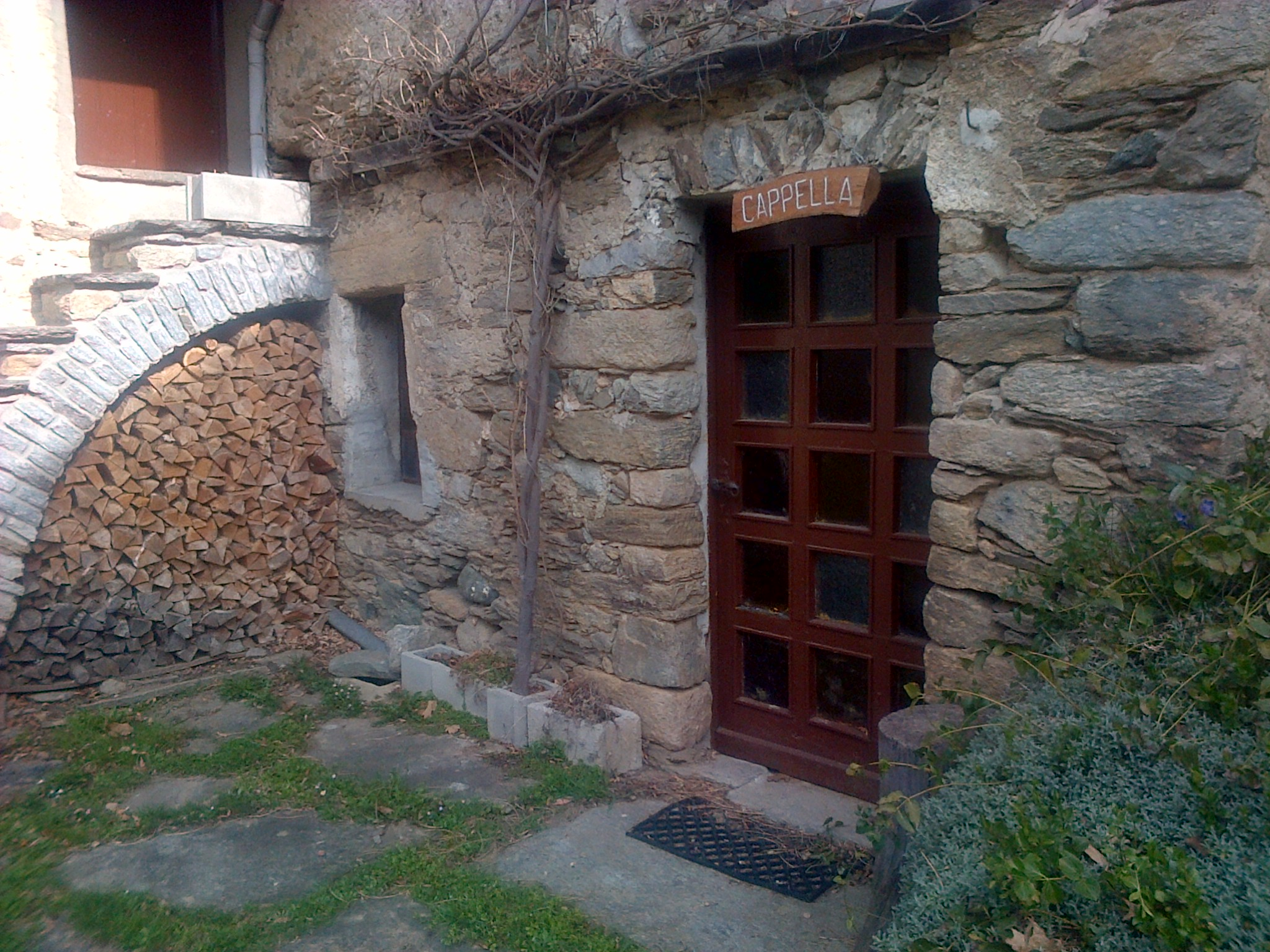
Cappella di Padre Charles Jegge all'Eremo del Prietto di Coazze (TO) immagine del Marzo 2014
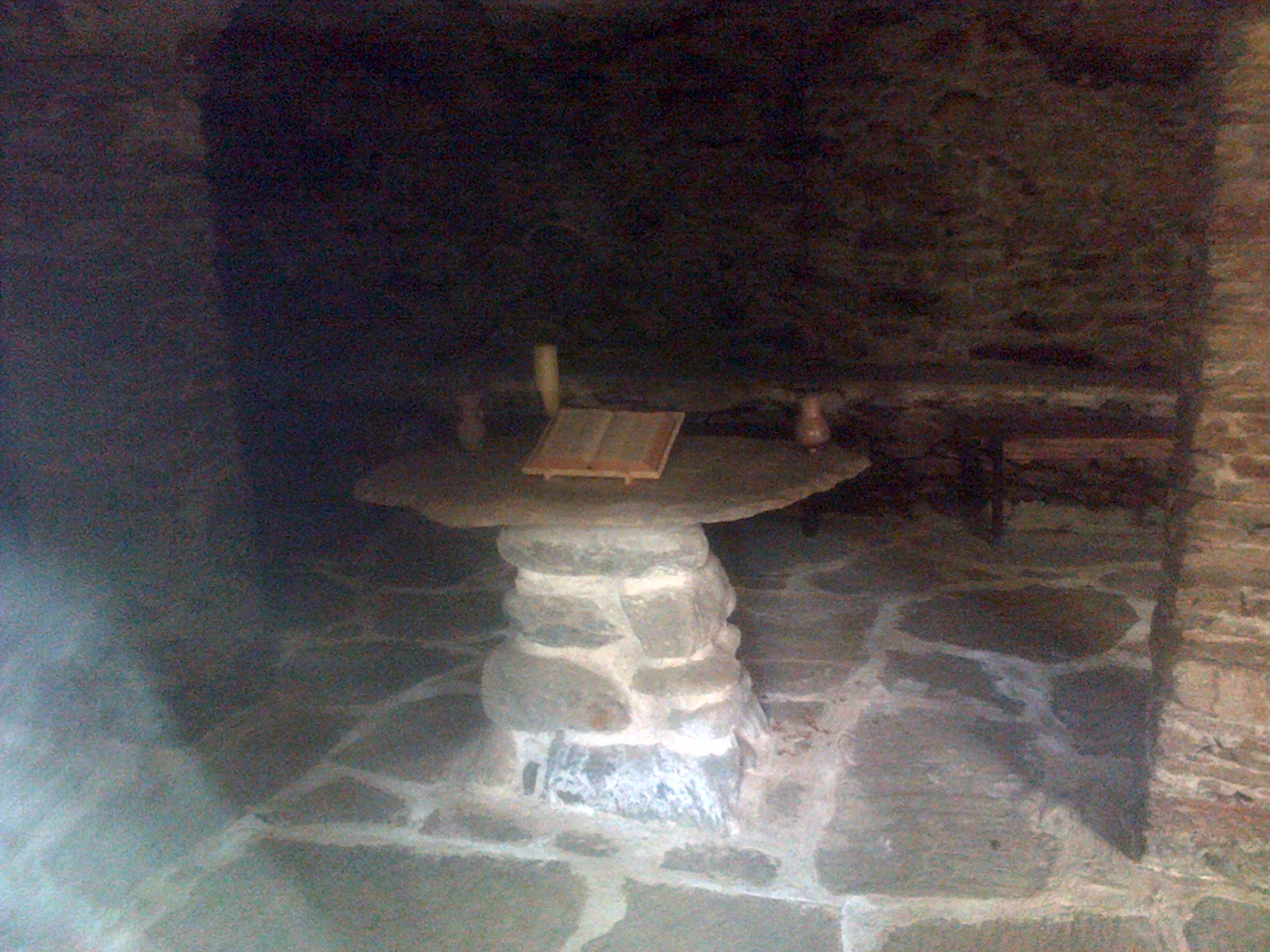
Altare della Cappella di Padre Charles Jegge all'Eremo del Prietto di Coazze (TO) immagine del Marzo 2014